# Décès en 969
Décès
- 965
- 966
- 967
- 968
- 969
- 970
- 971
- 972
- 973

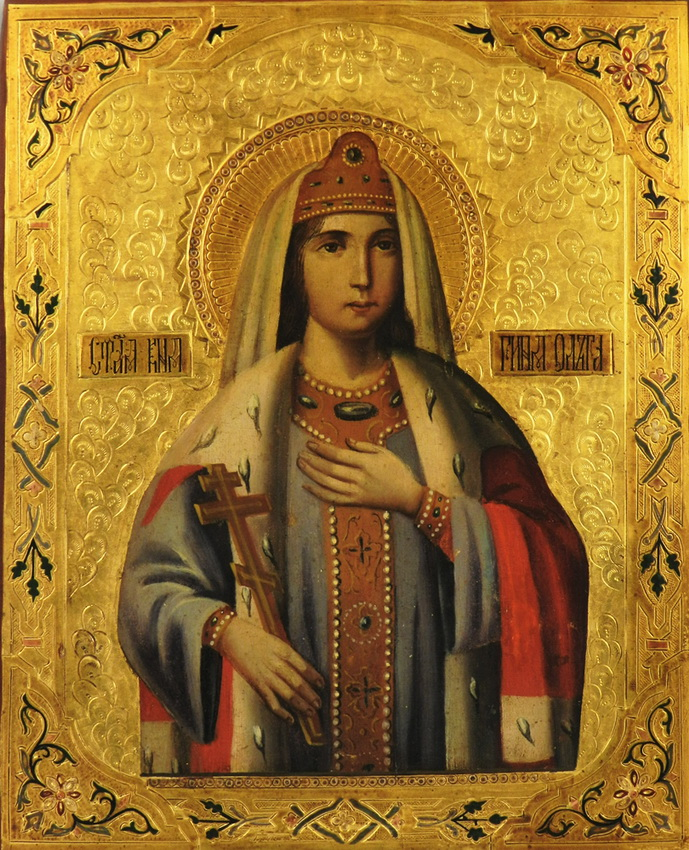
Olga de Kiev, morte en 969.

Cette page dresse une liste de personnalités mortes au cours de l'année 969 :
- 29 ou 30 janvier : Pierre Ier de Bulgarie, tsar de Bulgarie.
- 11 juillet : Olga de Kiev[1], régente de la principauté de Kiev et mère de Sviatoslav Ier, dit « Sviatoslav le Conquérant ».
- après le 7 octobre : Landolf III de Bénévent, ou Landolf V de Capoue, prince de Capoue-Bénévent.
- 11 décembre : Nicéphore II Phocas, empereur byzantin.

- Richard de Blois, archevêque de Bourges.
- Mihajlo Krešimir II, roi de Croatie.
- Fujiwara no Morotada, homme d'État, courtisan et politique japonais de l'époque de Heian.
- Liao Muzong, quatrième empereur de la dynastie Liao.

## Crédit d'auteurs
- Cet article est partiellement ou en totalité issu de l'article intitulé « 969 » (voir la liste des auteurs).